# 軍馬

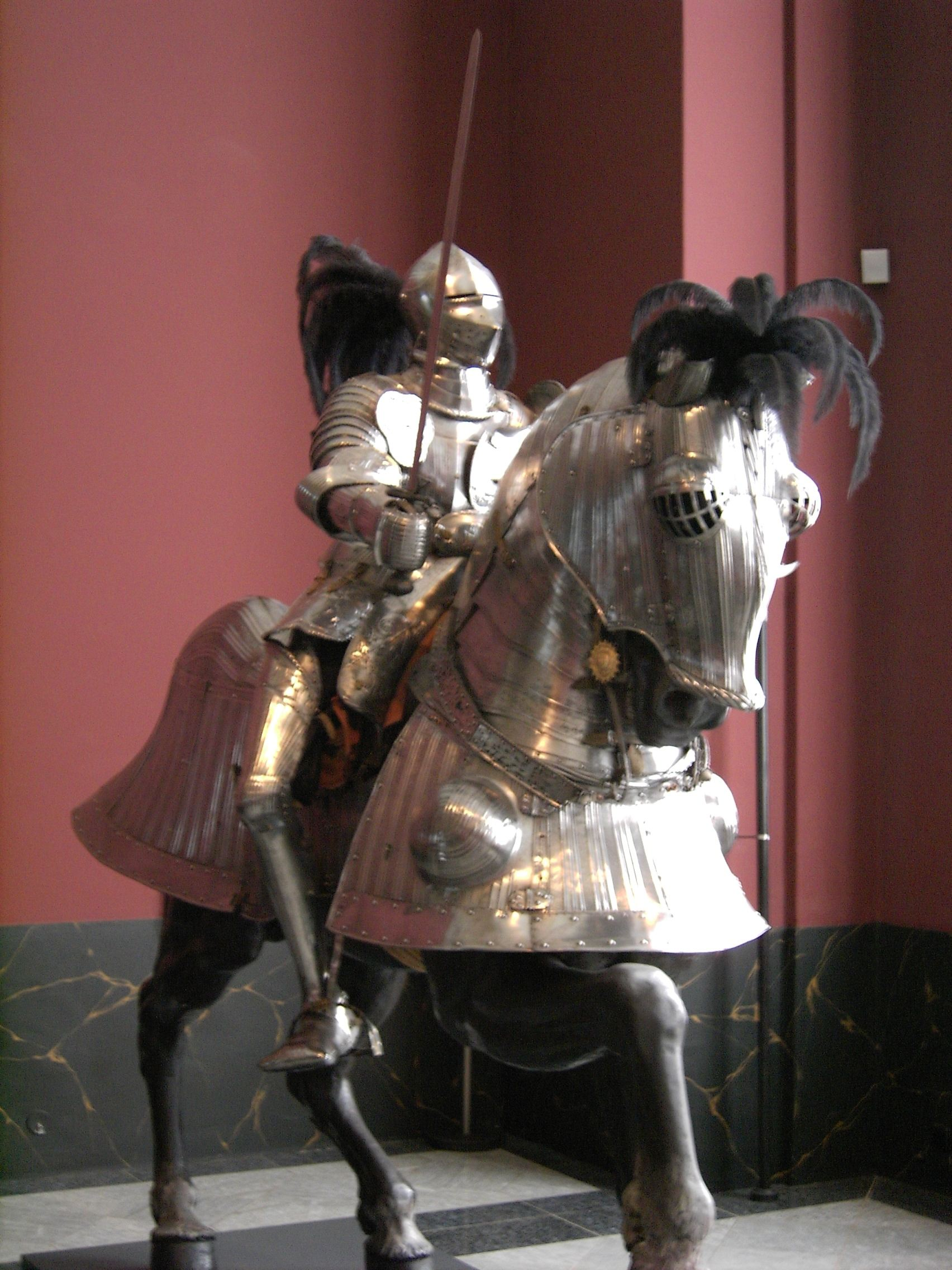
中世ヨーロッパの馬鎧を着た軍馬と騎士

軍馬（ぐんば、war horse,charger）とは、戦闘時の騎乗や輸送などを行うために軍隊で飼われた馬のことである。戦馬。

## 概要
軍馬の使用目的は、その輸送能力と高速性に2分される。人間が担ぐよりも大量に物資を輸送でき、また人間よりも遥かに高速で走行できる。その2つの目的に供されるために軍馬は発展し、現代においてより輸送能力と高速性に優れた自動車などの機械の登場によって衰退・消滅を迎えた。

## 軍馬の歴史

### 古代

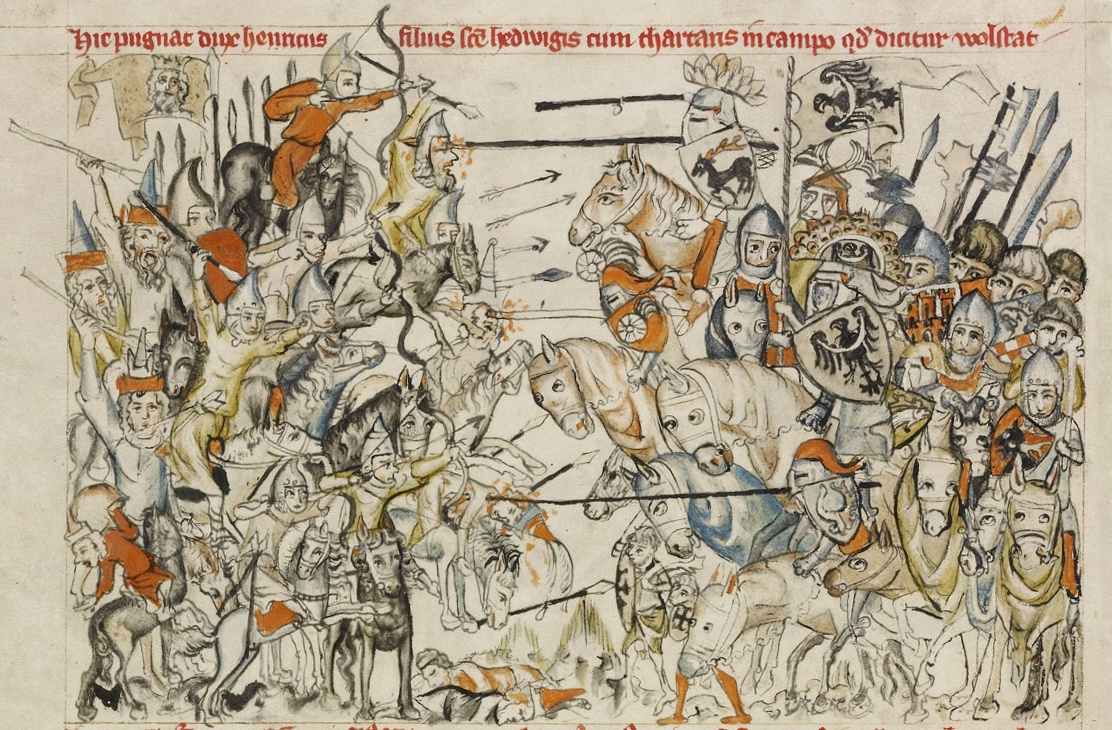
『ワールシュタットの戦い』左がモンゴル軍、右がポーランド・チュートン騎士団連合軍（14世紀に書かれた聖人伝『シレジアの聖ヘドウィッヒの伝説』より）

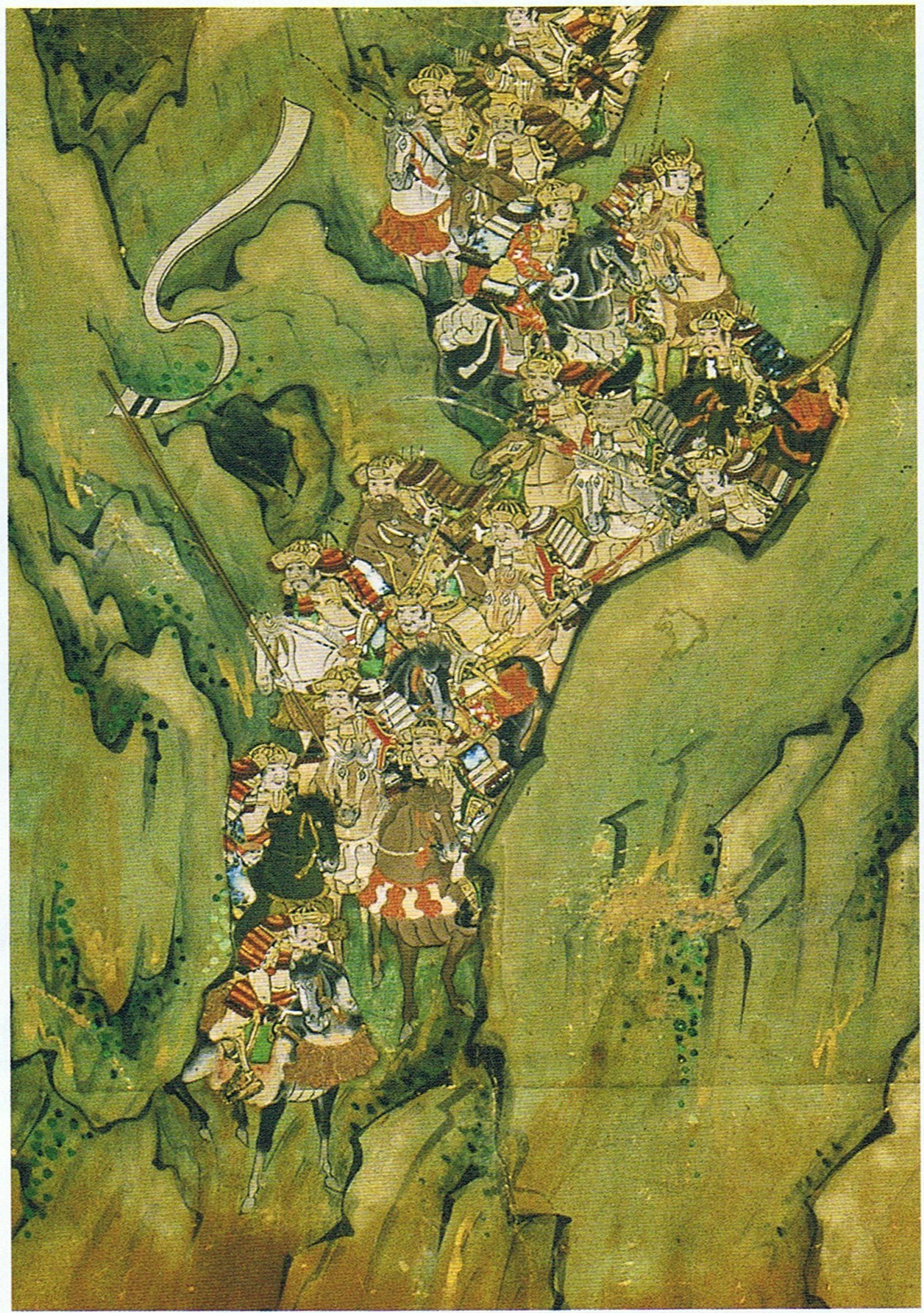
一ノ谷の戦いでの鵯越の逆落としを描いた『源平合戦図屏風』「一ノ谷」

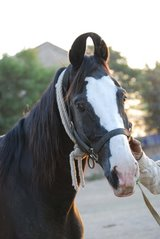
軍馬マルワリ種。耳が回転し、内側で両耳が触れあう特徴がある

戦場における馬の使用のうち、記録に残された最古のものは紀元前19世紀、チャリオットとしてのものである。 騎馬として用いられた最初の例は、ユーラシア遊牧民、特にパルティア人馬弓兵によるものだったと考えられている。
当初は馬具は存在せず、裸馬に騎乗するのが常であったが、やがて銜（はみ）鞍（くら）、鐙（あぶみ）、蹄鉄などが発明された。その中でも軍馬史上最も重要な発明はおそらく鐙であろう。これにより騎乗姿勢が安定し、馬に跨がった兵が武器を操るのが非常に容易になった。鐙の発明以前は、騎乗した兵はその2本の足で馬体を挟み込むようにして姿勢を保つしかなく、これはかなりの鍛練を必要とし、幼い頃から騎乗の練習が必須であり、そういう鍛練を日常で行っていた遊牧民族は圧倒的に優位であった。鐙の発明以降、農耕民族の騎兵であっても、騎馬民族の騎兵に対抗し得るようになった。

### 中世

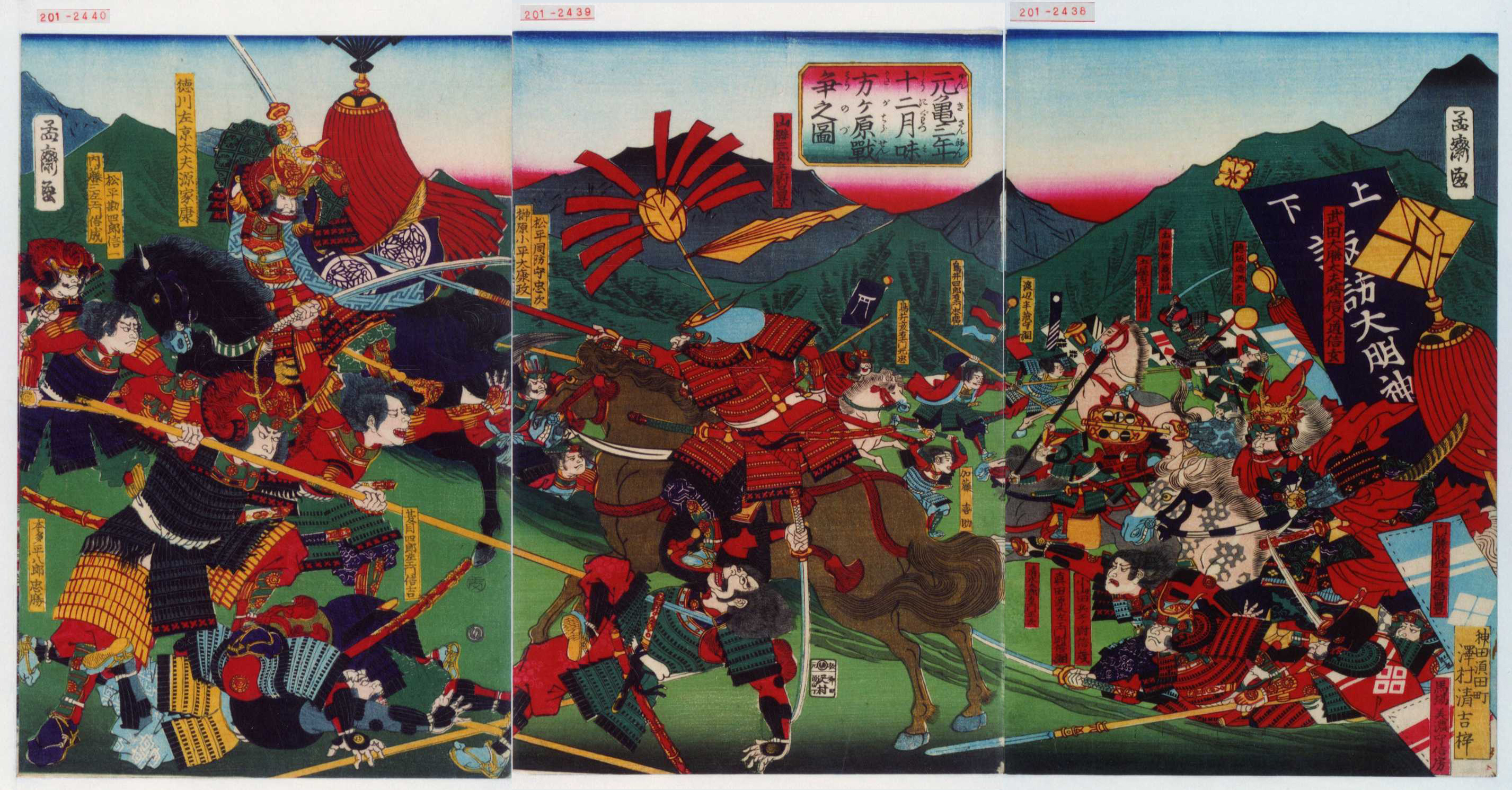
三方ヶ原の戦い「元亀三年十二月味方ヶ原戰争之圖」

中世ヨーロッパにおいて、重い鎧をまとった騎士を戦地に乗せていく強さとスタミナを備えた大型の馬は、人々から高い賞賛を受けた。デストリアなどとして知られるこれらの馬は、サイズだけでなく脚の速さや調教のしやすさも重要なポイントであった。軍馬に対しては維持・訓練・装備などに多大な費用と手間がかかり、気軽に保有するというわけにはいかなかった。ベルジアン、ペルシュロン、シャイヤーといった現代の輓用馬は、昔騎士を乗せていた大型馬の子孫である。

一方で、8世紀、北アフリカ及びイベリア半島を征服したムスリムの戦士たちのように、特定の階層だけでなく全てが騎兵で構成された軍は、その機動性を生かして大いに勢力を拡大した。13世紀にはモンゴル族を中心にしたアジアの遊牧民が騎兵を有効活用して各国を征服、史上最大の版図を持つ世界帝国・モンゴル帝国を樹立した。
インドのラージプート族諸公は、ジョードプル、ブンデールカンド、メーワール、マールワール、ビーカーネルなどの王国を造り、次第に相争うようになった。
12世紀頃、マールワールを拠点としたラトール王朝は、インド在来馬とアラブ馬、モウコウマ等を交配して、勇敢で強健なマルワリ馬を生み出した。
過酷な砂漠の環境に耐えられるように、また、戦象に怯えず、象に乗った敵と戦うよう調教されていた。戦場におけるこの軍馬たちの活躍は、自己の血族が最も崇高であると信じたラージプート族の盛衰に密接に関わってきたラージプート族王国は、戦闘中敵に近づくために彼らの弱点を巧妙に活用した 。
マルワリ種とカチアワリ種は、ラジャスターン州やグジャラート州が原産地で、外見的特徴は、インド耳（耳の先端がくるっと曲がっていて、内側で両耳が触れあう）である。
なお、インドは馬の飼養頭数が75万頭、ロバ65万頭、ラバ18万頭（FAO2008年統計）という、堂々とした馬産国である。

### 近世
中世後期から近世初期にかけて、マスケット銃といった軽火器が発達を遂げた。これにともない、敏捷な軍馬に乗った騎兵は戦闘・伝令の両面において活躍した。
16世紀、コンキスタドールたちにとって馬は特に有用だった。スペイン人がアステカやインカ帝国を征服した際、馬と銃は絶大な力を発揮した。南アメリカ大陸においては約1万年前に馬が絶滅していたため、アメリカ先住民族たちはヨーロッパ人達にすぐには対応できなかったのである。
しかしながら北アメリカでは、ヨーロッパ人の征服よりも時期的に先駆けて、ヨーロッパより伝来した馬が先住民の間で広まった。その巧みな馬術でアメリカ陸軍を苦しめたコマンチ族やシャイアン族といったグレートプレーンズのインディアンは軽騎兵がもつ能力の高さを実証した好例である。

### 近代

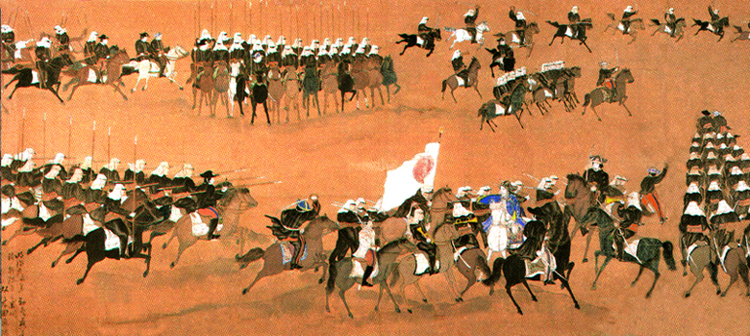
幕府陸軍のフランス式騎兵

近代においても軍馬の有効性は変わらず、第一次世界大戦では各国が騎兵を用いていた。第二次世界大戦ではもう馬ではなく戦車だったが、兵器を運ぶために馬が駆り出された。日中戦争から太平洋戦争までに駆り出された馬は50万とも70万とも言われる。そのうち半数が大陸に渡り、終戦時中国に残されていたのは12万頭余りと言われる。第二次世界大戦終結とともに軍馬は無用になりGHQにより馬政計画は終了。軍馬が不要になって余った馬は大量に食肉に回された。

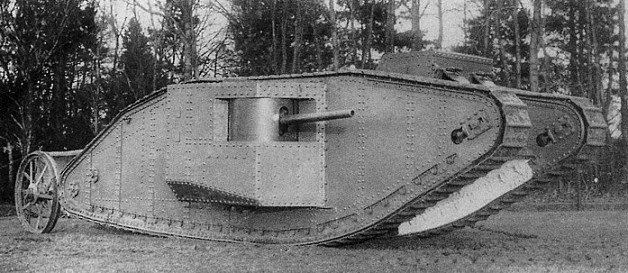
戦車の登場により、騎兵はその役割を奪われていく。写真はイギリスのMark I 雄型

明治時代に西欧の技術を取り入れて近代化をはかった大日本帝国では、当然ながら軍馬の飼育生産においても西欧の技術を取り入れ、そのための法整備が進められた。
- 1869年（明治2年）、九段に招魂社と馬場が作られ、陸軍などが招魂社競馬を開催するようになった。
- 1897年（明治30年）、農商務省が馬飼育業についてフランス法を翻訳し、フランドル地方の馬種改良規則などを研究した[7]。
- 1906年（明治39年）、勅令によって内閣馬政局が設置された。
- 1922年（大正10年）、馬籍法の公布によって、飼育される全ての馬は「馬籍」に登録する義務が出来た。
- 1924年（大正12年）軍馬の改良と増殖のため「競馬法」を制定する。
- 1932年（昭和7年）釧路で日本人の体形に合わせた多目的軍馬　日本釧路種が開発された。
- 1937年（昭和12年）釧路で奏上釧路種が開発された。
- 1939年（昭和14年）4月に軍馬資源保護法が公布され、毎年の検査で軍用保護馬に指定された馬の所有者は、一定の管理や「鍛錬」への参加などを行ない、大日本帝国陸軍による徴発にそなえる義務を負うようになった。
- 1945年11月21日、勅令第643号「昭和二十年勅令第五百四十二号「ポツダム」宣言ノ受諾ニ伴ヒ発スル命令ニ関スル件ニ基ク軍馬資源保護法廃止等ニ関スル件」によって軍馬資源保護法は廃止された。

しかしながら近代化に伴い、軍馬の有効性は徐々に減じていく事になる。まず衰退したのは、最前線における突撃兵器としての軍馬の使用である。弓矢や火器の発達による騎兵の価値の低下は近代以前からはじまっていたが、それでもなお、騎兵の側でも発達した弓矢や火器を装備として取り入れていくなどして発展していった。しかし機関銃の発達による塹壕戦の展開により、第一次世界大戦期において、騎兵の価値は急速に低下していく事となる。背景には、馬に鎧を着せてもライフル弾を防ぐことはできず、背の高い馬は的になりやすく被弾すると容易に戦力的価値を喪失するという理由があった。塹壕戦に対して全く無力だった騎兵に代わったのは、戦車である。
それでもなお、偵察、高速の移動手段、大量輸送手段としての軍馬の有用性は変わる事が無かった。偵察目的としては航空機の発達により、輸送手段としては鉄道の発達により有用性は低下したが、航空機や鉄道が使用できない状況はいくらでも存在した。当然ながら最前線、あるいは最前線でなくても地形によっては鉄道を敷く事は困難であり、軍馬による輸送は欠かせないものであり、むしろ軍の装備の近代化により輜重兵（輸送兵）の価値は増した。しかしながら自動車の発達が、軍馬の地位を脅かす事となった。
第二次世界大戦においても軍馬は用いられた。緒戦から終戦まで、前線から後方まで、全てにおいて自動車化機械化ができたのはアメリカのみであり、それ以外の主要国家においては、軍需物資や重砲の輸送、偵察用途などで、軍馬は欠かせないものであった。地形踏破能力では当時の自動車・オートバイの比では無かった騎馬は、山岳地域などでは機甲部隊の耳目として大いに活躍した。
日本軍では、日清戦争で約5.6万頭、日露戦争で約17.2万頭が動員。第二次世界大戦直前の段階、1941年に行われた関東軍特種演習だけでも約13万頭が動員されている。1944年のインパール作戦では中国馬、ビルマ馬、ラバなど合わせて12000頭が全滅。1945年、陸軍騎兵第4旅団が中国戦線における老河口作戦に参加し、老河口飛行場占領に成功。これは世界戦史上最後の騎兵の活躍といわれている。
第二次世界大戦後、軍馬の需要は完全に消滅。軍馬の生産、補給施設等の基盤は引揚者による開拓地や牧場、森林へと姿を変えていった。

### モータリゼーション後

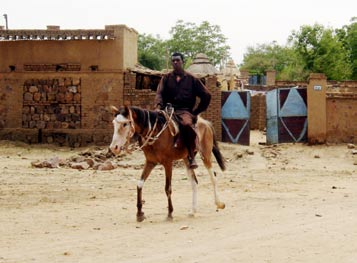
馬に乗ったジャンジャウィードの兵士

国産の軍馬である日本釧路種は、1952年(昭和27年）に大楽毛(おたのしけ)家畜市場で開催された「釧路種馬一千頭共進会」を最後に姿を消した。
騎兵はもはや過去のものになったと思われがちだが、第三世界の国々の中には未だに小規模な騎兵を用いている国がある。ただし、騎兵を用いる対象は非武装の難民などが中心で、ダルフール紛争におけるジャンジャウィード民兵などがその例である。
先進国においては、ロシアの大統領連隊やフランスの共和国親衛隊、イギリスの王室騎兵のように、儀仗目的でのみ小規模な騎兵部隊を保有している例が多い。ドイツとオーストリア、チリの山岳部隊は、車輌やヘリコプターが入れない山岳地帯で兵器や物資を運ぶために、今日もなおウマやラバによる騎馬部隊を運用している。
同様に、低強度紛争では、自動車やバイクでの行軍が困難な険しい山岳地帯や過酷な砂漠を進む場合、大規模な部隊ではないが馬やラクダが利用されることがある。インドの第61騎兵連隊は、平時には儀仗の任務にあたる一方で、国内の治安維持への投入も可能であり、騎兵による戦闘部隊としては世界最大規模を有する。機敏かつ迅速に展開・撤収が可能な部隊という意味で、機械化部隊の名称に「騎兵」を残している国も存在する。一例としてアメリカ陸軍の第一騎兵師団は1943年まで騎兵部隊であり、それ以降は機械化歩兵部隊を経て、空中機動歩兵部隊・機甲部隊へと変遷しているが、騎兵の部隊名称を残し、1972年以降には儀仗・展示を目的とする騎乗隊（the Horse Platoon、のちにthe Horse Cavalry Detachment）も保有している。

## 軍馬の調教
軍事目的に使用する軍馬には特別な調教が必要であり、血液の匂いを嫌がらず、人を踏みつけることをいとわないことが求められる。一般的な調教内容は、手綱を用いずとも反応し、周囲の戦闘音に耐え、騎兵が用いる鎧と武器に慣れさせることを目的とする。直接戦闘に参加する馬のみならず、輸送目的に用いられる馬であっても、銃砲の音に慣れさせる調教は可能ならさせておくことが望ましいとされている。中には敵兵を蹴ったり、噛み付いたりするよう訓練されたものもあった。
駄獣としての運べる重量
伝馬に乗せられる荷重は40貫目（150kg）までと決められていた。また江戸時代に使われた馬が背負う単位として駄が使われ、江戸時代の定めでは三十六貫(135kg)を言った。競馬などでは負担重量は年齢と体格などで決められており、だいたい60㎏以下である。
輓馬として運べる重量
道路の状態によるが一頭が引ける力は馬力と呼ばれる。馬種、馬の体格、車輪付きかそりか、道路の状態、馬具などによって運べる重量は変化する。ばんえい競走では、最高の1,000㎏のソリを運ぶ。

## 招集・管理

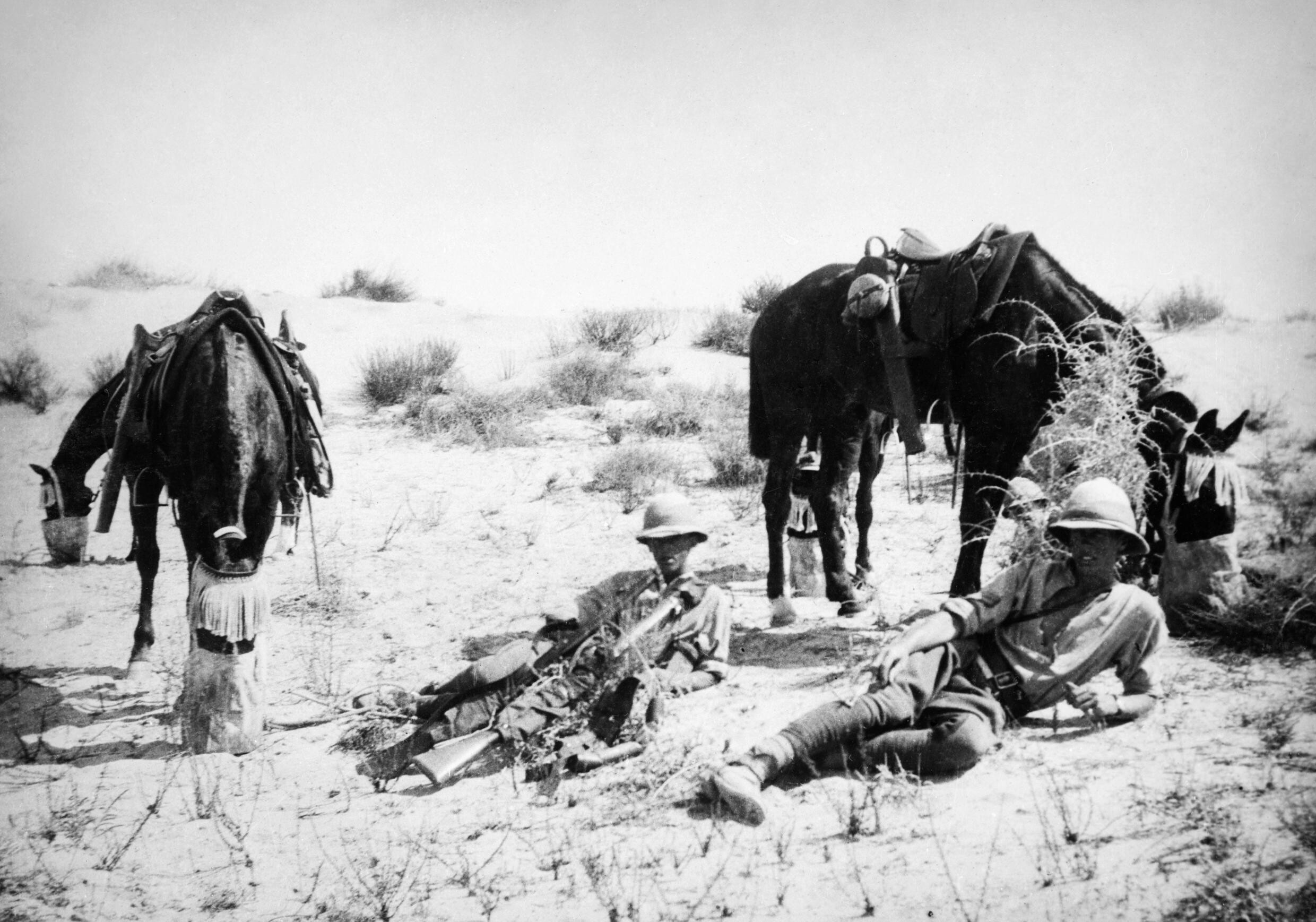
砂漠で馬に餌袋から食料を与えるイギリス陸軍予備軍ヨーマンリー。餌袋は、横取りを防ぎ馬に必要な量を計画的に与えることができる。

日本では、大東亜戦争などで必要となったため、青紙と呼ばれる徴発令状を発効して馬を調達した。軍馬は扱いやすくするために去勢が強制された。大東亜戦争では約100万頭が動員され、未帰還馬は50万頭とされる。
イギリスでは、馬とラバを調達・訓練するArmy Remount Serviceが1887–1942年に活動した。それ以前は兵士が自前で調達していた。第一次世界大戦開戦時には、陸軍には 25,000 頭が飼われていたが、国内からは持ち主側が必要性を証明できなかった馬とラバを460,000 頭以上購入し、それでも足りなかったのでカナダやアメリカなどの外国から約10万頭購入した。機関は、小切手帳、多数の公式書類、焼印など馬を購入するための一式を持ち歩いてイギリス全土に足を延ばした。
秣(馬糧)
馬は平均的な兵士の 10倍近い食料を必要とした。そのため、多くの国で一番大量に輸送されたものが馬糧で、前線で不足したのも馬糧であった。ドイツでは海上封鎖で食料が得られなくなり、おがくずを食べさせて凌いでいたが、やがて餓死が多くなった。
馬糧を管理し、無駄なく食べさせるため、餌袋という袋を馬の口に装着させた。
死因
第一次世界大戦中で死亡した馬の 75% は病気や疲労によるものであった。